# Trematodon intermedius
Trematodon intermedius là một loài rêu trong họ Bruchiaceae. Loài này được Welw. & Duby mô tả khoa học đầu tiên năm 1872.